# Rudolf Leiner (Unternehmen)
Das Möbelhaus Leiner & kika Möbelhandels GmbH (seit Oktober 2023 auch als kikaLeiner bekannt) war ein österreichisches Handelsunternehmen mit Sitz in St. Pölten (Niederösterreich). Es war von 2018 bis 2023 im Besitz der Signa Holding des Unternehmers René Benko. Am 31. Mai 2023 übernahm die Supernova-Gruppe des deutschen Immobilienunternehmers Frank Philipp Albert den Unternehmensrumpf. Im Juni 2023 übernahm Hermann Wieser, ehemaliger Geschäftsführer von XXXLutz das operative Geschäft und meldete nach wenigen Tagen Insolvenz an. 23 von 40 Standorten wurden per Ende Juli 2023 geschlossen, rund 1.700 von 3.900 Mitarbeitern wurden gekündigt, 200 weitere hatten das Unternehmen verlassen. Am 12. November 2024 wurde bekannt, dass die Leiner & kika Möbelhandels GmbH erneut insolvent ist. Die verbleibenden 23 Filialen wurden am 29. Jänner 2025 endgültig geschlossen und die 1350 Mitarbeitern gekündigt.

## Geschichte

Das Stammhaus 1906

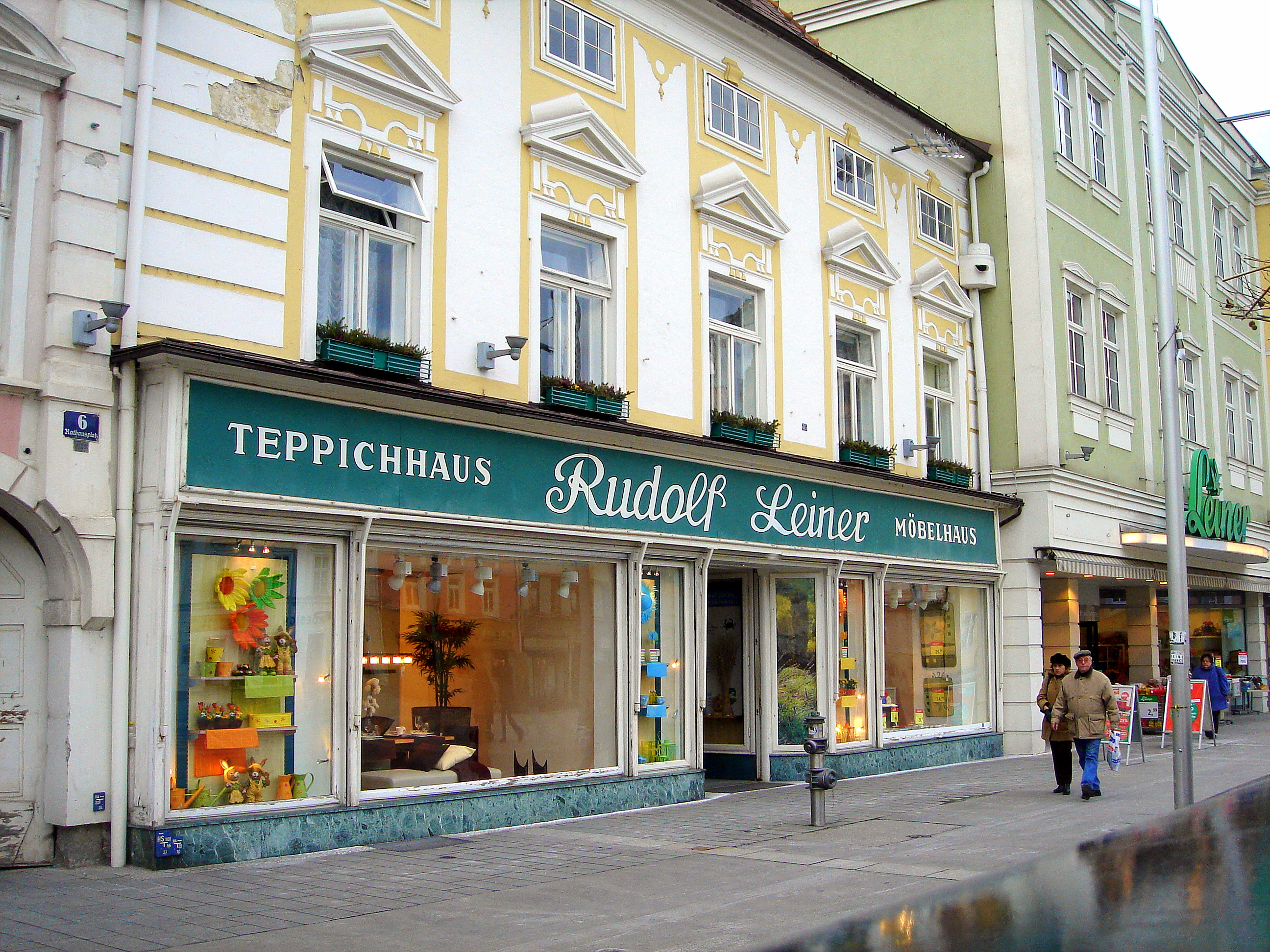
Das Stammhaus am Rathausplatz in Sankt Pölten

Im Jahr 1910 kaufte Rudolf Leiner senior das Stammhaus am St. Pöltner Rathausplatz. Gemeinsam mit seiner Gattin Therese übernahm er das Bettwarengeschäft des Ignaz Irlweck. Das Sortiment umfasste damals Bettfedern, Daunen, Matratzen, Decken und Tuchenten, aber auch schon Eisenmöbel. Die Zusatzleistung des Hauses war die Bettfedernreinigung.
Von Beginn an setzte Rudolf Leiner senior auf Werbung. Der erste Katalog, eine 36-seitige Preisliste mit Illustrationen, erschien 1913/1914. Er übernahm auch das Markenzeichen seines Vorgängers Irlweck: die 3 Gänse, bis um 2010 waren die fliegenden Gänse Teil des Designs um das Firmenlogo der Leiner-Gruppe.
Ende der 1920er Jahre wurde das Sortiment um Tischler- und Tapeziermöbel aufgestockt: Ein Produktkatalog aus diesen Jahren preist neben Schlaf- und Speisezimmern auch Produkte zur Raumausstattung an.
Im Zweiten Weltkrieg wurden Teile des Stammhauses zerstört, Gründer Rudolf Leiner Senior starb im Dezember 1940 im Alter von knapp 59 Jahren. Das Geschäft am Rathausplatz wurde einstweilen von seiner Gattin Therese, Schwiegertochter Frieda und Tochter Grete weitergeführt.
Nachdem Rudolf Leiner junior (1913–2008) aus dem Krieg zurückgekommen war, fing der Wiederaufbau an. Anfang der 1950er Jahre wurde der erste Lieferwagen angekauft. Das Sortiment wurde in dieser Zeit ausgebaut: Matratzen und Couchen wurden in das Stammprogramm aufgenommen.
Nach und nach konnte die Produktion auf 15 Mitarbeiter aufgestockt werden. Mitte der 1950er Jahre war der Wiederaufbau beendet. „Der Leiner“ hatte 40 Mitarbeiter, mehr als vor dem Krieg, an Verkaufsräumen und Lagerflächen standen insgesamt 2.500 Quadratmeter zur Verfügung. Den Kunden wurden Teilzahlungssysteme und zinsenlose Kredite angeboten. Anfang der 1950er Jahre kam der erste Leiner-Prospekt mit farbiger Titelseite heraus. 
Im Jahr 1954 wurde das Stammhaus erweitert. Im Jahr 1960 wurden in Wiener Neustadt und 1962 in Bruck an der Mur die ersten Filialen gebaut. 1970 wurde nach Wels, danach 1971 Linz, dann Graz und Judenburg expandiert.
1973 eröffnete Herbert Koch, Schwiegersohn von Rudolf Leiner Junior, das erste Kika-Einrichtungshaus in Wien, das das boomende Cash & Carry-Geschäft abdecken sollte.
Mit Stand 2016 gab es 17 Leiner-Einrichtungshäuser in Österreich – in allen Bundesländern außer Vorarlberg und Burgenland. Zur Leiner-Gruppe gehörten im Jahr 2016 rund 2.900 Mitarbeiter. 2017 wurden die Schließungen von vier Standorten der kika/Leiner-Gruppe bekannt gegeben (ein Leiner-Standort in Bruck an der Mur; ein kika-Standort in Wolfsberg; und zwei Standorte der erst in diesem Jahr in Österreich eingeführten „Lipo“-Diskontlinie in Langenzersdorf und Ansfelden). Am 16. August 2018 wurde bekannt, dass vier weitere kika/Leiner-Möbelhäuser schließen müssen (zwei Leiner-Standorte in Wiener Neustadt und Innsbruck; sowie zwei kika-Standorte in Spittal an der Drau und Vösendorf). Von den Schließungen betroffen sein, sollen laut einem Bericht der Presse bis zu 1.100 Mitarbeiter.
Zusammen mit der Möbelhauskette Kika befand sich das Unternehmen von 2013 bis 2018 im Besitz des südafrikanischen Steinhoff-Konzerns. Aufgrund des Bilanzfälschungs-Skandals bei Steinhoff wurde die kika/Leiner-Gruppe im Juni 2018 an die Signa-Gruppe des Tiroler Immobilieninvestors und Unternehmers René Benko verkauft.
Im Jahr 2021 wurde das als Flaggschiff geltende Möbelhaus an der Mariahilfer Straße abgerissen und soll durch ein Kaufhaus nach Vorbild des KaDeWe ersetzt werden. Große Teile des gesamten Warensortiments und der Gebäudeausstattung wurden dabei in mehreren Tranchen über die österreichische Auktionsplattform Aurena.at versteigert. Nobelkaufhaus, Hotel und Museumscafe Lamarr – in memoriam Hedy Lamarr – sollten 2024 darin öffnen.

Logo von Kika-Leiner

Im Mai 2021 wurde auch das Stammhaus am Rathausplatz in St. Pölten geschlossen.
Im Juni 2023 wurden die Immobilien von Kika/Leiner an die Supernova-Gruppe des deutschen Fachmarktunternehmers Frank Albert verkauft, das operative Geschäft ging für einen symbolischen Betrag von 3 Euro an den ehemaligen Geschäftsführer Hermann Wieser. Nach Ankündigung eines harten Sanierungskurses mit Schließung von 23 der 40 Häusern und Abbau von Mitarbeitern stellte Wieser am 12. Juni einen Insolvenzantrag für das Unternehmen.
Anfang Oktober 2023 wurde das Sanierungsverfahren der insolventen Leiner & kika Möbelhandels GmbH genehmigt. Am 10. Oktober 2023 wurde die neue Kampagne „kikaLeiner - kommt euch näher“ vorgestellt, diese stellt einen Neuanfang beziehungsweise eine Fusionierung der beiden Möbelketten da. Seitdem treten die verbliebenen 6 Leiner Standorte als „kikaLeiner“-Standorte auf.
Im November 2024 meldete Kika/Leiner erneut Insolvenz an. Die Sanierung scheiterte und damit wurde das Insolvenzverfahren im Dezember 2024 zu einem Konkursverfahren. Betroffen waren über 1.300 Mitarbeiterinnen und Mitarbeiter und zahlreiche Kundinnen und Kunden. Die verbleibenden 23 Filialen wurden Ende Jänner 2025 geschlossen. Das Unternehmen ist liquidiert.

## Ehemalige Leiner-Einrichtungshäuser

### Österreich
- in Kärnten: Villach
- in Niederösterreich: Amstetten, Krems an der Donau, Langenrohr, Stockerau, St. Pölten, Vösendorf und Wiener Neustadt
- in Oberösterreich: Linz, Steyr, Vöcklabruck und Wels
- im Land Salzburg: Stadt Salzburg, Saalfelden am Steinernen Meer
- in der Steiermark: Bruck an der Mur, Graz und Judenburg
- in Tirol: Innsbruck
- in Wien: Donaustadt (Wien Nord), Hadikgasse (Wien West) und Mariahilfer Straße (Wien Zentrum)